# Аквамарин
Аквамари́н — мінерал класу силікатів, популярний напівдорогоцінний камінь.

## Етимологія
За аквамарином збереглася назва, дана йому Плінієм Старшим, який, описуючи берили, зазначив, що найцінніші з них — берили, що своїм кольором нагадують чисту зелень морських вод (від лат. aqua — вода,  mare  — мope). Він писав про схожу природу берилу, аквамарину і смарагду.

## Опис
Прозорий різновид берилу блакитнозеленого кольору. Напівдорогоцінний камінь. Використовується в ювелірній справі. За повір'ями, є каменем людей, що народились у березні. Відтінок кольору між блакитним та зеленим.
Розрізняють:
- аквамарин нерчинський (коштовна відміна топазу блакитного кольору з околиць Нерчинська, Забайкалля);
- аквамарин східний
  1. Застаріла назва зеленувато-блакитного сапфіру;
  2. Торговельна назва корунду блакитнувато-зеленого кольору);
- аквамарин-хризоліт (відміна берилу жовтого кольору); аквамарин штучний (загальна назва синтетичних шпінелі та сапфіру).

### Параметри кольору
```
Hex
 = #7FFFD4

RGB
    (r, g, b)    =  (127, 255, 212)

CMYK
   (c, m, y, k) =  (50, 0, 17, 0)
```

| Аквамарин |